# 1155
سنة 1155 كانت سنة بسيطة تبدأ يوم السبت (الرابط يظهر نموذج التقويم الكامل للسنة) من التقويم اليولياني.

## أحداث
- تأسيس مدينة برستل وتقع حاليا في المملكة المتحدة.

## مواليد
- ألفونسو الثامن ملك قشتالة

## وفيات
- جيفري مونماوث
- عبد الرحمن الخازني
- فرناندو بيريز دي ترافا